# Cordier (bateau)
 (octobre 2016).
Si vous disposez d'ouvrages ou d'articles de référence ou si vous connaissez des sites web de qualité traitant du thème abordé ici, merci de compléter l'article en donnant les références utiles à sa vérifiabilité et en les liant à la section « Notes et références ».
Pour les articles homonymes, voir Cordier (homonymie).
Un cordier est un bateau spécialisé dans la pêche à l'aide de « cordes », dispositif consistant en un ensemble de cordages très résistants de 6 à 8 mm de diamètre assemblés les uns aux autres (environ 1 000 m, une maune) auxquels sont amarrés des avançons munis d'hameçons et ceci tous les 3,50 m environ (2 brasses). 

## Description
À chaque début et fin de maune est amarrée une petite ancre. Les cordes des maunes sont amarrées les unes aux autres pour former de grandes longueurs (5 à 6 km). Chaque extrémité est munie d'un orin (cordage) muni lui même d'une bouée de surface. Les longueurs indiquées varient en fonction des lieux de pêche (profondeur, courant de marée). Ces cordes sont filées (mises à l'eau) à la main et virées (remontées) à l'aide d'un treuil spécialisé.
Les hameçons sont appâtés au maquereau, à la seiche, au chinchard ou autres appâts.
Le gros désavantage de cette pêche réside dans son important besoin de main-d'œuvre devenu trop coûteux : quatre à cinq hommes d'équipage par bateau, pour garnir les lignes de fond sur leurs 5 à 6 km, mettre en place les hameçons; en amont, il faut des verotiers pour aller chercher les vers, disposer de personnes pouvant démêler les cordes.
En 1992, en souvenir de l'époque où cette pêche représentait une part importante de la vie de la cité, la ville de Berck a reconstruit un cordier, baptisé Marianne Toute Seule, du nom d'une bienfaitrice de la ville.